# Травчице
Село Травчице (німецькою-Trabschitz ) знаходиться в районі Літомержіце Устецького краю в місці злиття річок Орже та Ельби, п'ять кілометрів на південний схід від Літомержіце та три кілометри на схід від Малої фортеці Терезін . Село Нучнічки також входить до складу муніципалітету. У селі проживає 607 жителів.

## Етимологія
Назва села походить від прізвища Травка в значенні села травчан..В історичних джерелах назва села зустрічається у формах: de Trans (1239), in Trabezicz (1367), Trawczicz (1406), w Trawczyczych (1549), «з села Trawczicz» (1552), Trawcžicze (1619), Trawežicze (1654), Trawschitz і Trowossic (1785) і Drabschitz або Trabschitz або Trabssice (1854). 

## Історія
Перша письмова згадка про село датується 1239 роком , але археологічні знахідки доводять, що село було заселене вже приблизно в одинадцятому столітті.
У зв’язку з будівництвом Терезинської фортеці селу довелося перенестися на один кілометр на схід. У червні 1782 року розпочато руйнування старого села та будівництво нового, яке, за деякими даними, було завершено, ймовірно, у 1784 році. Всього збудовано 38 будівель. Під час Першої світової війни на території села був створений табір військовополонених. У 1920 році село було електрифіковано .
У селі народився золотар і гравер Ернст Клімт, батько всесвітньо відомого австрійського художника Густава Клімта .

## Населення
|                                                  | 1869 рік | 1880 рік | 1890 рік | 1900 рік | 1910 рік | 1921 рік | 1930 рік | 1950 рік | 1961 рік | 1970 рік | 1980 рік | 1991 рік | 2001 рік | 2011 рік |
| ------------------------------------------------ | -------- | -------- | -------- | -------- | -------- | -------- | -------- | -------- | -------- | -------- | -------- | -------- | -------- | -------- |
| Мешканці                                         | 379      | 420      | 447      | 506      | 493      | 492      | 551      | 413      | 412      | 402      | 449      | 493      | 499      | 505      |
| Будинки                                          | 70       | 72       | 76       | 85       | 87       | 93       | 114      | 125      | 117      | 117      | 132      | 167      | 170      | 177      |
| Tabulka zahrnuje údaje sloučené osady Zádušníky. |          |          |          |          |          |          |          |          |          |          |          |          |          |          |

## Пам'ятки
- Каплиця
- Гауптвахта №52

## Довідка
1. 1 2  Profous, Antonín; Svoboda, Jan (1957). Travčice. Místní jména v Čechách. Jejich vznik, původní význam a změny (heslo). Т. IV. S–Ž. Praha: Nakladatelství Československé akademie věd. с. 351.
2. ↑  Historický lexikon obcí České republiky 1869–2005 (PDF). Т. 1. Český statistický úřad. с. 390, 391. ISBN 80-250-1310-3. Архів оригіналу (PDF) за 15 грудня 2021. Процитовано 7 листопада 2023. [Архівовано 2021-12-15 у Wayback Machine.]
3. ↑  Statistický lexikon obcí České republiky 2013 (PDF). Český statistický úřad. с. 300. ISBN 978-80-250-2394-5. Архів оригіналу (PDF) за 17 квітня 2021. Процитовано 7 листопада 2023. [Архівовано 2021-04-17 у Wayback Machine.]

## Зовнішні посилання
- Офіційний сайт
- Travčice v Registru územní identifikace, adres a nemovitostí (RÚIAN)